# 喝彩城堡
喝彩城堡（Castle Bravo）是美国在太平洋马绍尔群岛比基尼环礁进行的一个高当量氢弹爆破测试，作為城堡行動的一部分。喝彩城堡于1954年3月1日引爆，至今仍然是美国有史以来引爆的最强大的核装置。  
其预测的核武器当量为6百万吨黄色炸药（TNT）的威力，但实际值为一千五百万吨TNT的威力，为预测值的2.5倍 。另外，由于涉及锂7不可预见的额外反应，  该爆破测试导致了周围地区的放射性污染。  由於美國對該次核試的威力估算錯誤，導致在附近海域作業的上百艘漁船及2萬餘居民遭受嚴重的輻射中毒，該島被夷為平地並留下直徑1.2英里的大洞，亦導致第五福龍丸事件的發生。 